# Chengbei Shuiku
Chengbei Shuiku är en reservoar i Kina. Den ligger i provinsen Anhui, i den östra delen av landet, omkring 83 kilometer nordost om provinshuvudstaden Hefei. Chengbei Shuiku ligger 63 meter över havet. Arean är 3,8 kvadratkilometer. Trakten runt Chengbei Shuiku består till största delen av jordbruksmark. Den sträcker sig 2,6 kilometer i nord-sydlig riktning, och 3,2 kilometer i öst-västlig riktning.
Genomsnittlig årsnederbörd är 1 197 millimeter. Den regnigaste månaden är juli, med i genomsnitt 229 mm nederbörd, och den torraste är december, med 28 mm nederbörd.